# 韩令坤
韓令坤（923年—968年），磁州武安（今河北邯郸武安市）人，宋朝政治人物。
五代十国后周周世宗在位时任侍卫马军都指挥使。随李谷攻南唐，克扬州，俘获唐将马延鲁、陆孟俊。显德六年（959年），主持从开封府东引汴水入蔡水的工程。赵匡胤建立宋朝，历任成德军节度使，充北面缘边兵马都部署。
2015年5月河北磁县在修建道路时发现韩令坤墓，墓葬规模宏大，建造精致，有壁画及石刻墓志介绍其生平。

## 历任官职

### 周太祖时期
- 铁骑散员都虞候
- 控鹤右第一军都校、领和州刺史

### 周世宗时期
- 殿前都虞候
- 龙捷左厢都虞候、领容州团练使
- 龙捷左厢都指挥使、领泗州防御使
- 侍卫马军都指挥使、领定武军节度
- 加检校太尉、领镇安军节度使
- 权知扬州军府事

### 周恭帝时期
- 加检校太尉、侍卫马步军都虞候

### 宋太祖时期
- 移领天平军，加侍卫马步军都指挥使、同平章事
- 兼侍中
- 建隆二年（961年），改成德军节度使，充北面缘边兵马都部署（镇守常山）
- 乾德六年（968年），疽发背卒，年四十六。其墓在武安县北迂城村

## 家族
- 父亲：韩伦
  - 子：韩庆朝
  - 子：韩庆雄

## 延伸阅读
[在维基数据编辑]
 《宋史/卷251》，出自脱脱《宋史》